# Eugenia Trinchinettiová
Eugenia María Trinchinettiová (* 17. července 1997 Victoria) je argentinská pozemní hokejistka. Hraje za Club San Fernando i za argentinskou reprezentaci zvanou Las Leonas (Lvice). Měří 167 cm a nejčastěji nastupuje v záloze. Pozemnímu hokeji se věnuje od pěti let. 
V roce 2014 získala s argentinskou juniorskou reprezentací bronzovou medaili na olympijských hrách mládeže a v roce 2016 se stala juniorskou mistryní světa. Po přechodu do seniorské reprezentace vyhrála v roce 2017 panamerický šampionát a na mistrovství světa v pozemním hokeji žen v roce 2018 skončila s argentinským týmem na sedmém místě. Na Poháru mistryň v Číně v listopadu 2018 obsadila s reprezentací Argentiny třetí místo. V roce 2019 získala zlatou medaili na Panamerických hrách. Startovala na Letních olympijských hrách 2020, kde Argentinky postoupily do finále, v němž podlehly Nizozemsku 1:3. Byla hráčkou týmu, který vyhrál v sezóně 2021/2022 FIH Pro League, na světovém šampionátu v roce 2022 přispěla k zisku stříbrných medailí a téhož roku získala svůj druhý kontinentální titul. V roce 2023 obhájila titul z Panamerických her a byla zařazena do pětice hráček nominovaných na nejlepší světovou pozemní hokejistku roku. Z pařížské olympiády v roce 2024 přivezla bronzovou medaili.